# Radziecka szkoła montażu

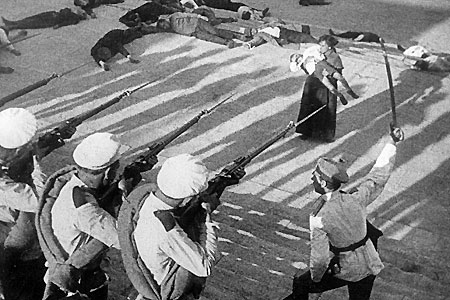
Kadr z filmu Pancernik Potiomkin Siergieja Eisensteina. Jedna z najbardziej rozpoznawalnych scen – pacyfikacja tłumu na Schodach Odeskich

Radziecka szkoła montażu (również awangarda radziecka) – nurt kinematografii i teorii filmu, który ukształtował się w Związku Radzieckim w drugiej połowie lat 20. XX wieku. Rozwijał się on od momentu założenia państwowej wytwórni Sowkino w roku 1925, do ostatecznego podporządkowania kinematografii radzieckiej doktrynie socrealizmu około roku 1933.
Twórcy szkoły montażu (skupieni głównie wokół grup takich jak Proletkult czy Lewy Front Sztuki) byli często aktywnymi teoretykami filmu czy ogólnie teoretykami sztuki. Pomimo pewnych rozbieżności w ich poglądach, najogólniejszym stawianym przez nich założeniem było podkreślenie roli montażu filmowego, który uważali za podstawę kinematografii i najmocniej wpływający na emocje widza środek wyrazu. Jako teoretycy-praktycy doszli do takich konkluzji, wyciągając wnioski ze swoich własnych filmów, prowadząc liczne eksperymenty (patrz: efekt Kuleszowa), a także badania analityczne nad filmem, teatrem i literaturą, sięgające do kultury amerykańskiej, a nawet japońskiej.
Pomimo ewidentnie propagandowej tematyki większości filmów radzieckiej szkoły montażu, ruch ten zaliczany jest pod względem formalnym do awangardy. Jego twórcy byli cenieni za nowatorstwo i poszukiwania artystyczne. Swoją ideą i estetyką filmy szkoły montażu czerpały inspiracje z futuryzmu i konstruktywizmu, francuskiego impresjonizmu filmowego, niemieckiego ekspresjonizmu, a także impresjonizmu w sztukach plastycznych. Pod względem ilościowym nie był to dominujący trend radzieckiego kina, jednak wywarł wyraźny wpływ na kinematografię całej Europy.
Do najważniejszych przedstawicieli radzieckiej szkoły montażu zaliczają się Lew Kuleszow, Wsiewołod Pudowkin, Siergiej Eisenstein, Dziga Wiertow, Grigorij Kozincew, Leonid Trauberg, Aleksandr Dowżenko. Za najbardziej znane filmy kojarzone z tym nurtem można uznać trylogię Strajk, Pancernik Potiomkin i Październik Eisensteina, Ziemię Dowżenki, Matkę Pudowkina, Człowieka z kamerą Wiertowa.

## Historia

### Geneza

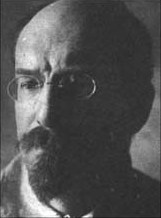
Anatolij Łunaczarski

Po rewolucji lutowej i październikowej rząd radziecki nie był w stanie finansowo pozwolić sobie na szerzej zakrojoną produkcję filmów. Nie miał też wystarczająco silnej pozycji, by przeprowadzić nacjonalizację całego przemysłu filmowego. Jedną z przyczyn takiego stanu rzeczy było również rozdrobnienie tej gałęzi przemysłu – produkcja, dystrybucja i kina znajdowały się w rękach wielu stosunkowo małych przedsiębiorstw i nie łączyły się w trusty powiązane z kapitałem bankowym. Model funkcjonowania kinematografii musiał zostać więc zaprojektowany niemal od zera. Władze radzieckie próbowały mimo to znacjonalizować przemysł filmowy, zostawiając jednak stanowiska kierownicze w rękach prywatnych.
Stopniowym zacieśnianiem kontroli nad kinematografią zajął się nowo utworzony Ludowy Komisariat Oświaty (Narkompros), na którego czele stanęli m.in. Nadieżda Krupska oraz Anatolij Łunaczarski. Łunaczarski był entuzjastą kina i okazjonalnie pisał scenariusze do filmów (m.in. do krótkometrażowej agitki Zagęszczenie z 1918 roku). Otwarta na kino postawa Łunaczarskiego była później jednym z czynników sprzyjających młodym twórcom szkoły montażu. W 1918 roku przy Narkomprosie pojawili się dwaj reżyserzy, którzy w latach dwudziestych będą mieli znaczny wpływ na radziecką kinematografię: Lew Kuleszow, który przed rewolucją październikową realizował dla firmy produkcyjnej Aleksandra Chanżonkowa film Projekt inżyniera Prajta, a także Dziga Wiertow, który wówczas zajmował się kronikami filmowymi.

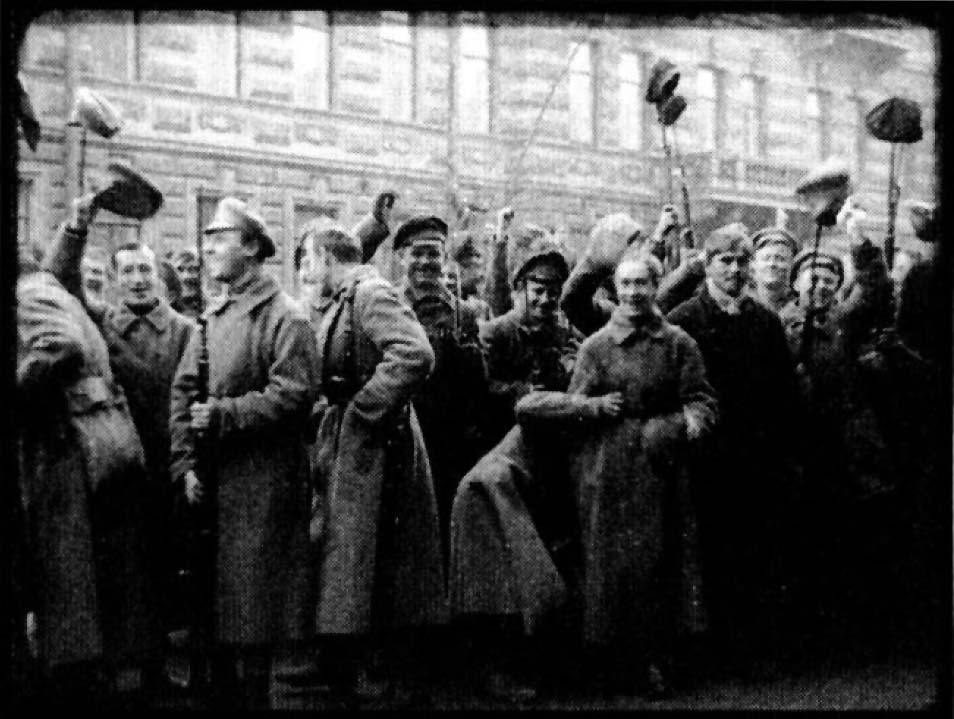
Kadr z agitki Zagęszczenie (1918)

#### Nacjonalizacja kinematografii i założenie WGIK
Główną bolączką radzieckich filmowców w latach 1918–1922 był chroniczny brak kamer i taśmy filmowej, które nie były wówczas w Rosji produkowane. Podczas komunizmu wojennego prywatni przedsiębiorcy pragnęli sabotować wpływ władz sowieckich na kinematografię i w tym celu wyprzedawali na zachód sprzęt filmowy, likwidowali ateliers, zakopywali lub niszczyli taśmy, a także uciekali na tereny przejęte przez Białych pod pozorem „zdjęć plenerowych”. Dążenia te były często popierane (otwarcie lub potajemnie) przez członków stowarzyszenia pracowników kinematografii „X Muza”. W wyniku takich działań, w roku 1919 kinematografia rosyjska była bliska kompletnej destrukcji – w Moskwie na przykład czynne było tylko jedno kino, a kina petersburskie nie miały żadnych filmów, które mogłyby prezentować widzom. Walka prawna lokalnych władz sowieckich z tym procederem nie dawała żadnych rezultatów, czego dowiódł przykład zarządzeń rady moskiewskiej zakazującej sprzedaży taśm i sprzętu. W maju 1918 roku zajmujący się dystrybucją zagranicznych filmów w Rosji Jacques Cibrario otrzymał od rządu radzieckiego kredyt w wysokości miliona dolarów na zakup zaopatrzenia filmowego w Stanach Zjednoczonych. Kupiwszy kilka zużytych kamer i trochę taśmy filmowej zbiegł z resztą pieniędzy, co było dużym ciosem dla finansów bolszewików. Krajowa produkcja filmowa utrzymywała się na niskim poziomie – w 1918 roku zrealizowano zaledwie 6 filmów, a rok później 63, a to i tak nie było dużo, gdyż większość z nich stanowiły krótkometrażowe agitki propagandowe.
Przełom nastąpił dopiero 27 sierpnia 1919 roku, kiedy to Włodzimierz Lenin podpisał dekret o nacjonalizacji przemysłu filmowego, akcentując przy tym rolę Narkomprosu. Dokument wyraźnie wskazywał: „cały handel oraz przemysł fotograficzny i filmowy zarówno pod względem organizacji, jak zaopatrzenia i dystrybucji odpowiednich środków technicznych i materiałów przekazuje się pod zarząd Ludowego Komisariatu Oświaty na całym terytorium RSFRR”. W pierwszej kolejności w znacjonalizowanej kinematografii pojawiły się kroniki filmowe, realizowane mimo trudności spowodowanych brakiem surowca i sprzętu – były one niezbędne władzy sowieckiej z punktu widzenia propagandowego, by wprowadzić własne produkcje w miejsce kapitalistycznych kronik Pathé, Gaumont czy Chanżonkowa. Wśród operatorów kronik filmowych znaleźli się m.in. Eduard Tisse (późniejszy operator Eisensteina) oraz wspomniany Dziga Wiertow. Spośród krótkometrażowych agitek wyprodukowanych w tym czasie w ZSRR badacz kina Jerzy Toeplitz wyróżnił, oprócz wspomnianego już Zagęszczenia, film Na front! na podstawie scenariusza Majakowskiego opowiadający o walkach z Wojskiem Polskim na Ukrainie, a także Niech żyje Polska – robotnicza i chłopska! reżysera Sabinskiego na podobny temat. Agitki te produkowane były niedbale pod względem artystycznym, a ich głównym celem było polityczne oddziaływanie na widza.
Przy Narkomprosie utworzono pierwszą na świecie szkołę filmową – WGIK. Tam w 1920 roku Lew Kuleszow utworzył własną pracownię, w której edukowało się kilku uznanych później reżyserów i aktorów (m.in. Boris Barnet i późniejsza żona Kuleszowa Aleksandra Chochłowa). Szkoląc się w trudnych warunkach, przy niedoborach taśmy filmowej, zajmowali się odgrywaniem prostych scenek: symulowali pracę na planie zdjęciowym, realizowali rodzaj „filmów bez filmu”. Wykorzystywali przy tym takie techniki, jak np. kotary z prostokątnym otworem, które miały symulować bliskie plany (zbliżenie, detal). Wtedy też, dysponując pewną ilością taśmy, Kuleszow przeprowadził kilka eksperymentów wykazujących, że w pewnych warunkach reakcja widza na fragment filmu zależy mniej od zawartości poszczególnych ujęć, a raczej od ich wzajemnego ułożenia – zostało to nazwane później „efektem Kuleszowa”. Idea stanowiła inspirację dla późniejszych radzieckich teorii montażu. W tym samym okresie pierwsze eksperymenty z montażem przeprowadzał też Dziga Wiertow. Po agitkach pierwszym pełnometrażowym filmem fabularnym o tematyce sowieckiej był Sierp i młot, zrealizowany w 1921 roku przez wykładowców i studentów WGIK-u – m.in. reżyserował Gardin, a autorem zdjęć był Tisse.

#### Okres NEP-u
W 1921 roku zainaugurowano w Rosji Nową Politykę Ekonomiczną (NEP) i przywrócono pewne elementy gospodarki wolnorynkowej. Wykorzystali to właściciele firm produkcyjnych, które wcześniej uciekły przed upaństwowieniem. Dzięki nim znów pojawiła się w obiegu taśma filmowa. W tym czasie Lenin prawdopodobnie wypowiedział przypisywane mu przez Łunaczarskiego słowa: „kino to najważniejsza ze sztuk”, co mogło się odnosić do możliwości propagandowych i edukacyjnych tego medium wśród (niewykształconej w większości) ludności Rosji. W roku 1922 założono państwowe przedsiębiorstwo Goskino, dążące do uzyskania monopolu w dystrybucji filmów. Próba nie powiodła się jednak, gdyż istniało już na rynku kilka wystarczająco silnych firm, by z Goskinem rywalizować. Dominacja firm prywatnych spowodowała zalew rosyjskich kin filmami importowanymi z Ameryki i Europy Zachodniej, co zaniepokoiło władze radzieckie. Według badań statystycznych przeprowadzonych w roku 1923, 99% filmów pokazywanych wówczas w radzieckich kinach pochodziło spoza Rosji (od czasu układu w Rapallo najczęściej z Niemiec albo ze Stanów Zjednoczonych). Obok importu legalnego funkcjonował też czarnorynkowy przemyt filmów, zwłaszcza przez granicę między Turcją a Azerbejdżanem. Goskino pogłębiło kryzys państwowej kinematografii radzieckiej, doprowadzając m.in. do powołania towarzystwa akcyjnego Rusfilm – wytwórni, której akcje zostały w 40% zakupione przez akcjonariuszy prywatnych, z kraju i zagranicy. Mimo to krajowa produkcja powoli wzrastała. W 1923 roku w kinach pojawił się pierwszy radziecki film, który cieszył się uznaniem rodzimej publiczności – Czerwone diablęta w reżyserii Iwana Pieriestianiego.
W tym czasie w Rosji pojawiło się młode pokolenie filmowców. Oprócz wymienionych już Kuleszowa i Wiertowa, filmem zaczęli się zajmować: Wsiewołod Pudowkin, który w roku 1919 rzucił studia chemiczne i dołączył do pracowni Kuleszowa, Siergiej Eisenstein pracujący z Wsiewołodem Meyerholdem w teatrze Proletkultu, Grigorij Kozincew i Leonid Trauberg, którzy razem z Siergiejem Jutkiewiczem założyli w 1921 roku grupę artystyczną FEKS („Fabryka Ekscentrycznego Aktora”), a także ukraiński reżyser Aleksandr Dowżenko, którego debiuty Jagódki miłości (1926) i Teczka kuriera dyplomatycznego (1927) miały swoją premierę stosunkowo późno w porównaniu do innych twórców radzieckiej awangardy. W 1922 roku w Goskinie zaczęła pracować Esfir Szub, przemontowująca zagraniczne filmy importowane do ZSRR – dzięki niej Eisenstein poznał podstawy montażu, gdy cenzurowali razem film Doktor Mabuse.
W latach 1922–1924 władze sowieckie dążyły do reformy krajowej kinematografii. Lenin przesłał do Narkomprosu dyrektywy, w których żądał, aby wszystkie znajdujące się w obiegu filmy były urzędowo rejestrowane, a obok repertuaru rozrywkowego powinny być wyświetlane propagandowe kroniki pt. Ze wszystkich krajów świata, prezentujące m.in. berlińską biedę czy brytyjski imperializm. Podczas XII zjazdu WKP(b) przyjęto rezolucję dotyczącą propagandy, prasy i agitacji – jeden z jej ustępów poświęcono kinematografii, postulując ściślejszą kontrolę partii nad tą sferą działalności gospodarczej, wyrugowanie „burżuazyjnych wpływów” oraz zadbanie o odpowiedni poziom propagandowy i ideologiczny. Ukoronowaniem tych dążeń były działania prawne nastawione na centralizację kinematografii radzieckiej, zwieńczone powołaniem centralnego przedsiębiorstwa filmowego Sowkino dekretem Rady Komisarzy Ludowych RSFRR z dnia 13 czerwca 1924 roku.
Rok 1924 był przełomem, gdyż po raz pierwszy w kinach pojawił się film zrealizowany przez filmowców z pracowni Lwa Kuleszowa – stylizowana na amerykańską komedia Niezwykłe przygody Mister Westa w krainie bolszewików. Premierę swoją miały także Przygody Oktiabryny grupy FEKS (dziś uznawane za zaginione).

### Rozkwit

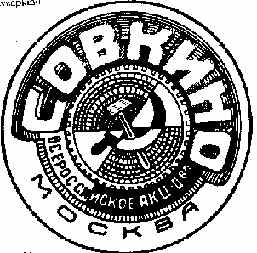
Emblemat Sowkina

Właściwe filmy szkoły montażu pojawiły się na ekranach radzieckich kin dopiero w roku 1925. Istniejące wówczas na rynku prywatne przedsiębiorstwa produkcyjne zobowiązały się wspierać finansowo Sowkino. Głównymi inwestorami Sowkina były wytwórnie: finansowany przez niemieckich komunistów Mieżrabpom-Ruś (przemianowany później na Mieżrabpomfilm), produkujący wojskowe agitki Goswojenfilm, Kultkino specjalizujące się w filmie oświatowym (tu realizował Dziga Wiertow) oraz Sewzapkino wydające filmy Kozincewa i Trauberga (przemianowane później na Leningradkino). Druga połowa lat dwudziestych to okres coraz dynamiczniejszego rozwoju kinematografii radzieckiej. Dobrze świadczy o tym liczba kin, która na terenie ZSRR wzrosła z 3700 w roku 1925 do 22000 w roku 1930. W kwestii repertuaru zaś w latach 1925–1928 liczba filmów produkcji ZSRR wyświetlanych ogółem w kinach wzrosła z 20% do 67%.

#### Nurt fabularny
Goskino nadal funkcjonowało, choć na niedużą skalę. Właśnie we współpracy z Goskinem Siergiej Eisenstein zrealizował swój pierwszy film pełnometrażowy – wspólnie przez Proletkult i Goskino Strajk, a później swoje najbardziej znane dzieło – Pancernik Potiomkin, który odniósł olbrzymi sukces zarówno za granicą (szczególnie w Niemczech), jak i na rynku krajowym.

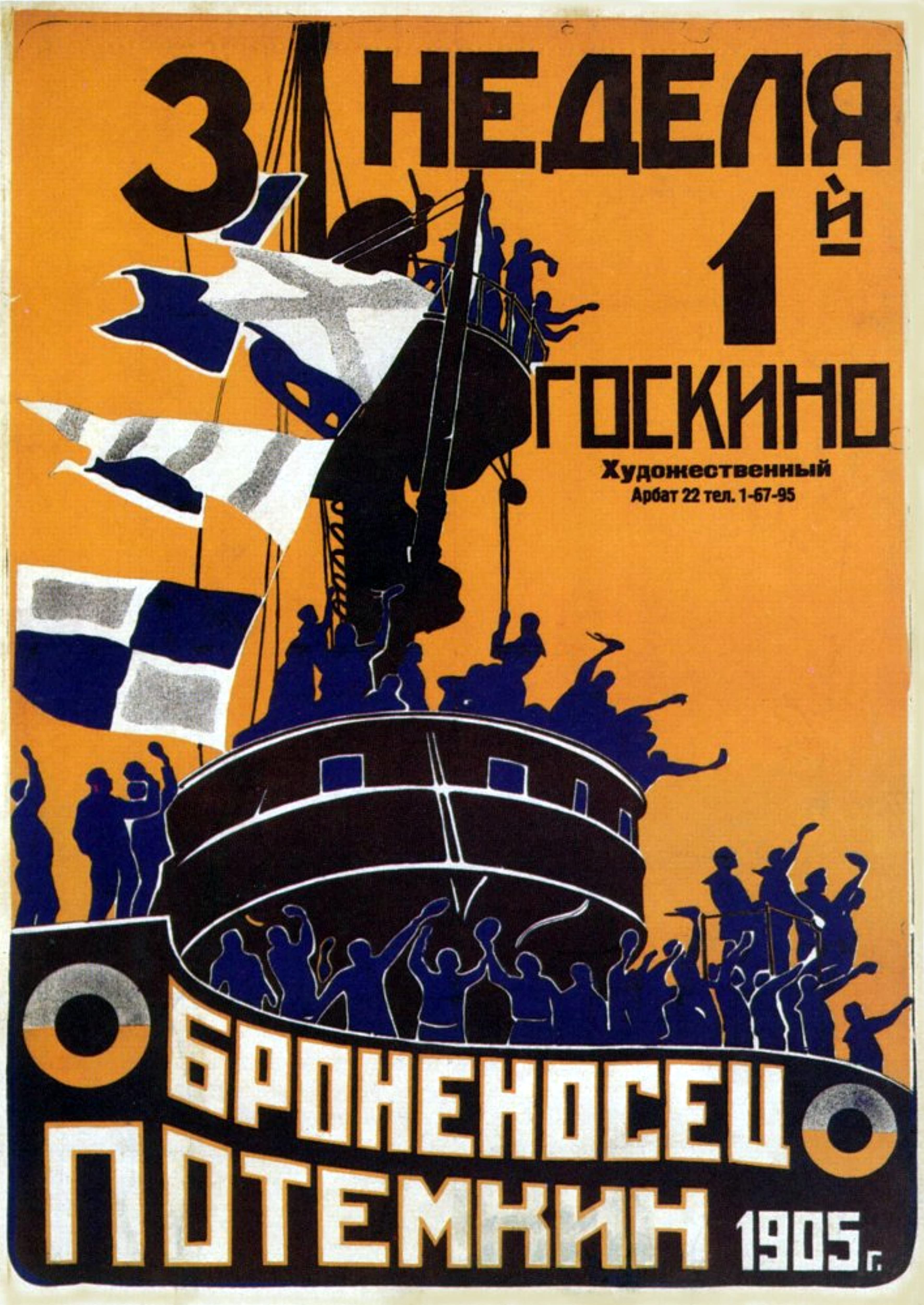
Plakat filmu Pancernik Potiomkin (1925)

Głównymi celami, jakie postawiono Sowkinu, były poprawienie dostępności filmów na terenie ZSRR oraz nastawienie rodzimego przemysłu filmowego na eksport. Pierwszy cel wiązał się z „kinofikacją” mniej zamożnych rejonów kraju. Między rokiem 1917 a 1925 znacznie spadła liczba kinoteatrów, m.in. ze względu na brak filmów, sprzętu do projekcji oraz ogrzewania sal kinowych. Sowkino podjęło się zadania otwierania nowych kin w miastach oraz wysłania ponad 1000 mobilnych kin do wsi. Żeby jednak pozyskać na ten cel fundusze, musiało generować dochód, gdyż rząd odciął je od wszelkich dofinansowań. Postawił też wyraźny warunek, aby nie importować zza granicy filmów, które są „szkodliwe ideologicznie”. W efekcie Sowkino nastawiło radziecki przemysł filmowy na produkcję i eksport. Pierwszym dużym sukcesem był Pancernik Potiomkin Eisensteina w roku 1925, a niecały rok później Matka Pudowkina. Dzięki uzyskanym funduszom Sowkino mogło zakupić zachodni sprzęt produkcyjny i projekcyjny. Inni twórcy podążyli tym tropem, tworząc filmy oparte na dynamicznym montażu i kontrastowych kadrach. W latach 1927–1928, w dziesiątą rocznicę rewolucji październikowej, pojawiło się najwięcej filmów fabularnych opisujących jej wydarzenia – do najważniejszych należą Październik Eisensteina, Koniec Sankt Petersburga Pudowkina, Moskwa w październiku Barneta oraz Sojusz Wielkiej Sprawy Kozincewa i Trauberga.
W roku 1925 grupa Kuleszowa przechodziła poważny kryzys spowodowany fiaskiem filmu Promień śmierci, zarówno wśród krytyków, jak i widowni – wielu jego współpracowników przeszło więc do wytwórni Mieżrabpom-Ruś (m.in. Wsiewołod Pudowkin i Boris Barnet). W wytwórni Mieżrabpom-Ruś działało wielu reżyserów i aktorów związanych z Moskiewskim Akademickim Teatrem Artystycznym. Skupiano się tam mniej na eksperymentach formalnych, a bardziej na filmowej dramaturgii i kreowaniu wiarygodnych bohaterów – montaż miał służyć odpowiedniemu zrytmizowaniu opowiadanej historii. Pudowkin zrealizował w wytwórni film Matka na dwudziestą rocznicę rewolucji 1905 roku – okazał się on kasowym sukcesem w kraju, jak i za granicą. Później Pudowkin wyreżyserował dla Mieżrabpom-Ruś jeszcze dwa znaczące filmy: Koniec Sankt Petersburga (1927) oraz Burza nad Azją (1928).
Z kolei w wytwórni Sewzapkino Kozincew i Trauberg wypadali na tle swoich kolegów po fachu dość radykalnie. W swojej pracowni FEKS szkolili ochotników, którzy przyjeżdżali do nich z całej Rosji, by brać udział w wymagających szkoleniach aktorskich opartych na surowej dyscyplinie, wyczerpujące ćwiczenia fizyczne i etos buntu wobec dawnej sztuki. Jak wspomina Kozincew, w Sewzapkinie kręcono w większości „przedrewolucyjne filmy na rewolucyjne tematy”, co było symptomem tego, jak silnie ówczesna kinematografia radziecka była przeniknięta dawną kadrą i przedwojennymi praktykami produkcyjnymi. Zespołowi FEKS-ów pozwolono jednak zrealizować swój pierwszy film. Przygody Oktiabryny były rodzajem propagandowej burleski, w której „kapitalistyczny rekin” Coolidge Curzonowicz Poincaré knuł przeciwko rewolucji razem z lokalnym przedsiębiorcą – przeciw nim stanęła komsomołka Oktiabryna, jeżdżąca po mieście na motocyklu z przymocowanym telefonem, maszyną do pisania i hydrantem. Film pełen był akrobatyki i formalnych udziwnień: w finale Poincare przemieniał się z rozpaczy w piłkę futbolową, którą Oktiabryna kopała w bramkę kapitalistów.

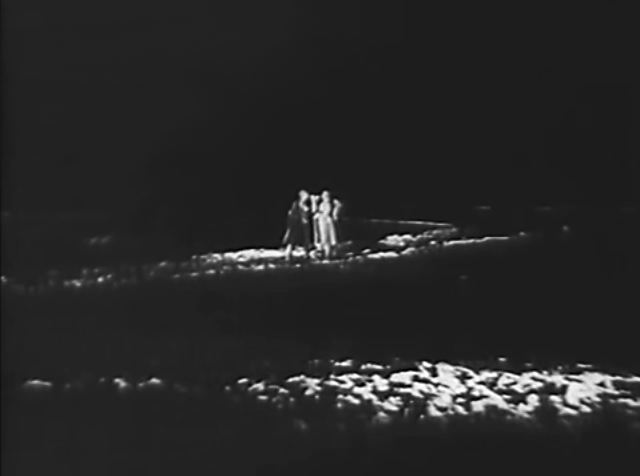
Kadr z filmu Szczątek imperium (1929). Widać na nim dwie postacie ludzkie w śniegu, niemal nierozpoznawalne – barwy są odwrócone, gdyż dla podkreślenia dramaturgii pozostawiono to ujęcie w negatywie.

Na fali otwarcia się wytwórni na rozmaite eksperymenty artystyczne, możliwość realizacji swoich filmów otrzymał Aleksandr Dowżenko, z zawodu malarz. W filmach Zwenigora (1928), Arsenał (1929) oraz Ziemia (1930) realizuje on styl bardziej poetycki, nawiązujący do tematyki wsi i kultury ludowej. Również Friedrich Ermler, zdeklarowany „realista” unikający awangardowych rozwiązań formalnych, wykorzystał w filmie Szczątek imperium (1929) szereg „montażowych” chwytów: metafor, efektów wizualnych, wielokrotnej ekspozycji.

#### Nurt niefabularny

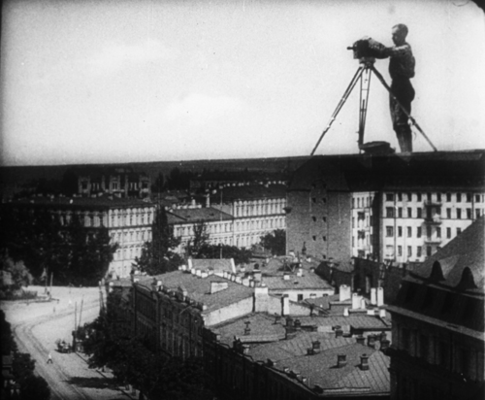
Wkomponowanie postaci kamerzysty w pejzaż miasta w filmie Człowiek z kamerą (1929)

Montaż był szczególnie ważny dla dokumentalistów tego okresu. Główne rodzaje filmów dokumentalnych popularnych w ZSRR lat dwudziestych to: filmy prezentujące egzotykę, filmy prezentujące codzienną rzeczywistość, oraz tzw. filmy kompilacyjne, montowane z rozmaitych materiałów archiwalnych.
Dziga Wiertow, który od 1920 roku realizował kroniki filmowe dla Narkomprosu, sformułował teorię „kino-oka”, według której obiektyw kamery był nieomylnym środkiem poznania rzeczywistości. Pierwszy raz spróbował ją wcielić w życie w kronikach Kino-Prawda w latach 1922–1925, korzystając z wielu dostępnych ówcześnie „efektów specjalnych”, za pomocą których komentował bieżące wydarzenia. Pełnometrażowe dokumenty Wiertowa wykorzystywały mnogość efektów specjalnych, by podkreślić komunistyczną wymowę i stawiać tezy o charakterze ideologicznym. Jego filmy, w szczególności Człowiek z kamerą, należą do znanego szerzej w Europie awangardowego gatunku symfonii miejskiej. Wśród znanych filmów Wiertowa wymienić można też Szóstą część świata (1926) prezentującą propagandowy obraz bogactwa ZSRR, a także dźwiękowy dokument Entuzjazm. Symfonia Donbasu (1931).
Montażystka Estera Szub od początku lat dwudziestych była zainteresowana tworzeniem filmów z fragmentów dawnych kronik filmowych i aktualności. Zanim w roku 1926 uzyskała dostęp do państwowych archiwów, przemontowywała i cenzurowała zagraniczne filmy importowane do Związku Radzieckiego. Z archiwalnych materiałów zmontowała w 1927 na rocznicę rewolucji październikowej kompilacyjny dokument Upadek dynastii Romanowów. Po zmontowaniu kolejnych filmów, m.in. Wielkiej drogi (1927), Rosji Mikołaja II i Lwa Tołstoja (1928) niewiele pozostało do wykorzystania z odkrytych przez nią archiwaliów. W okresie przełomu dźwiękowego pozostała montażystką filmów fabularnych; realizowała też rozmaite filmy dokumentalne.

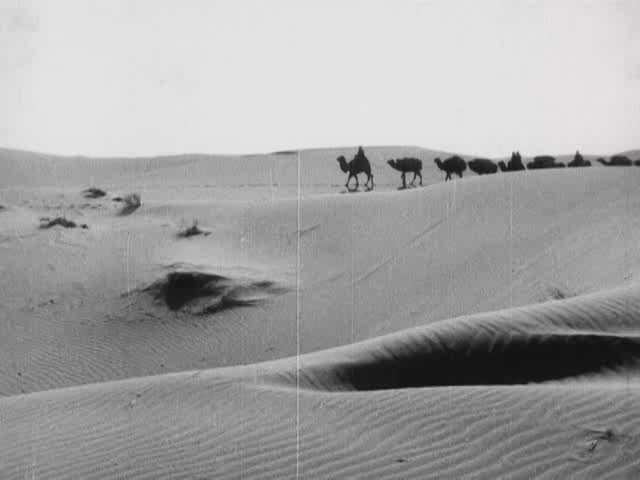
Azjatycka egzotyka w filmie Turksib (1929)

Ze względu na wielonarodowy charakter Związku Radzieckiego, pojawiało się również zapotrzebowanie na etnograficzne dokumenty ukazujące odległe i egzotyczne rejony kraju, w duchu filmów Roberta Flaherty’ego. Do najważniejszych należą Turksib Wiktora Turina z 1929 roku, dokumentujący budowę linii kolejowej Turkiestan-Syberia, a także Sól Swanecji Michaiła Kałatozowa z roku 1930, ukazująca próbę dostarczenia soli do odosobnionej kaukaskiej wioski.
W polu niefabularnym pojawiały się też pełnometrażowe filmy przedstawiające realia zagraniczne. Dokumentalista Jakow Bloch zrealizował Szangajski dokument (1928), poruszający temat kolonializmu w Chinach. Z kolei bracia Wasiliewowie zrealizowali film Bohaterstwo wśród lodów (1928), opowiadający o wyprawie ratunkowej na Arktykę.

### Zmierzch i pokłosie
Lata 1927–1930 to okres szczytowy działalności radzieckiej awangardy. W tym okresie podniosły się głosy krytyki ze strony rządu i przedsiębiorstw produkcyjnych. Filmom szkoły montażu zarzucano „formalizm”, który to termin w rozumieniu krytykujących oznaczał nadmierne eksperymentowanie z dziełem, przez co stawało się niezrozumiałe dla masowego odbiorcy. Paradoksalnie, zagraniczny sukces radzieckiego kina wywołał najostrzejszy odzew. Najważniejsi z reżyserów byli atakowani za dostosowywanie filmów pod kompetencje i gusta zagranicznej, wykształconej klasy średniej, podczas gdy celem Sowkina było trafienie z kinematografią do niewykształconych robotników i chłopów.

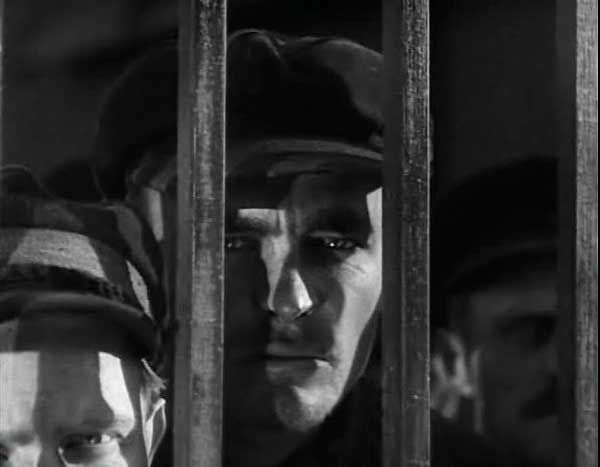
Uwięziony robotnik w Dezerterze (1933)

Krytyka prasowa utrudniała pozyskiwanie funduszy na kolejne produkcje. Jako pierwszy został poddany krytyce Kuleszow za film Promień śmierci. Kolejne zarzuty o „formalizm” były kierowane w stronę Eisensteina, Wiertowa oraz FEKS-u. Eisenstein został mocno skrytykowany za film Październik, a Wiertow za film Jedenasty. Za szczególnie kontrowersyjny uchodził film Nowy Babilon Kozincewa i Trauberga, który wywołał żywą dyskusję i bywał nazywany „szkodliwym”, „fałszywym”, „niesmacznym”, „obrzydliwym”, ale również „malarskim”, „śmiałym” i „głębokim”. W dyskusji wokół Nowego Babilonu zderzały się ekstremalne osądy. Z kolei film Dowżenki Ziemia został oskarżony na łamach Izwiestii o „kontrrewolucyjność” oraz „defetyzm”. Awangarda rozczarowała władze sowieckie, a dla odbiorców okazała się niezrozumiała. Eisenstein w roku 1928 wyjechał do USA, a następnie do Meksyku, skąd nie wrócił aż do 1932 roku. Jedynie Pudowkin zdołał uchronić się przed atakami krytyki, tworząc „montażowe” filmy aż do 1933 roku – jego Dezerter uznawany jest za ostatni film tego nurtu.

#### Inauguracja socrealizmu
W marcu 1928 roku na zjeździe Komunistycznej Partii Związku Radzieckiego zadecydowano o wprowadzeniu pierwszego planu pięcioletniego. Jednym z jego celów, oprócz zwiększenia produkcji przemysłowej i likwidacji pozostałości NEP-u, była ostateczna centralizacja krajowej kinematografii. Ogłoszono wówczas, podczas „Pierwszej wszechzwiązkowej partyjnej narady filmowej”, rezolucję potępiającą „elementy mieszczańskie” w kinematografii i zobowiązującą filmowców do odegrania bardziej bojowej roli w budowie nowego ustroju. Zgodnie ze stalinowską doktryną socjalizmu w jednym kraju, eksport i import miały zostać ograniczone, a wyposażenie filmowe miało być produkowane w krajowych fabrykach. Powołano Gławiskusstwo, organ mający czuwać nad ideologiczną poprawnością sztuki.
W 1929 roku Narkompros został wcielony do nowo utworzonego przy Radzie Komisarzy Ludowych komitetu do przeprowadzenia reorganizacji kinematografii, przez co sprzyjający awangardowym eksperymentom Łunaczarski stracił władzę, stając się szeregowym członkiem zarządu, obok m.in. Eisensteina i Pudowkina. W roku 1930 komitet przekształcono we Wszechzwiązkowy Zarząd Przemysłu Kinematograficznego (Sojuzkino), zintegrowane pionowo przedsiębiorstwo mające zarządzać produkcją, dystrybucją oraz wyświetlaniem w kinach wszystkich filmów na terenie wszystkich republik ZSRR (Sowkino miało wcześniej władzę tylko nad wytwórniami rosyjskimi). Na jego czele stanął Boris Szumiacki, nieprzychylnie nastawiony do awangardy w sztuce. W latach 1930–1933 filmowcy zostali zmuszeni do całkowitego odstąpienia od formalnych eksperymentów na rzecz wspieranego przez władze socrealizmu, ustanowionego na zjeździe Związku Pisarzy Radzieckich w 1934 roku oficjalną estetyką sztuki radzieckiej.

#### Wpływ na zachodnich filmowców
Doświadczenia szkoły montażu wywarły wpływ na filmowców i krytyków ze Stanów Zjednoczonych i Europy Zachodniej. Pisma teoretyczne filmowców szkoły montażu, w szczególności Pudowkina, wykorzystywane były często jako podręczniki sztuki filmowej. Dokumentaliści jak John Grierson czy Joris Ivens korzystali z wielu rozwiązań formalnych charakterystycznych dla radzieckiej awangardy. W roku 1960 Francuzi Jean Rouch i Edgar Morin zaadaptowali teorię Wiertowa we własnej, naturalistycznej metodzie realizacji dokumentu, określanej jako cinéma-vérité (nazwanej od kroniki Kino-Prawda). Do idei szkoły montażu nawiązywali także autorzy filmu zaangażowanego lat 60. i 70., w tym Jean-Luc Godard i Jean-Pierre Gorin w ramach Groupe Dziga Vertov (kolektywu „Dziga Wiertow”) w latach 1968–1972.

## Charakterystyka

### Styl
| Państwo           | Średnia długość ujęcia |
| ----------------- | ---------------------- |
| Związek Radziecki | 5 sekund               |
| Stany Zjednoczone | 5,5 sekundy            |
| Francja           | 6 sekund               |
| Niemcy            | 8 sekund               |

Na styl składają się wizualne i dźwiękowe elementy filmu. Twórcy szkoły montażu przejawiali zainteresowanie podobnymi środkami formalnymi. Filarem stylu filmów radzieckiej awangardy była „montażowa” zasada jukstapozycji i budowania silnych kontrastów, współdzielona z innymi nurtami awangardowej sztuki w Rosji – szczególnie z różnymi odłamami futuryzmu i konstruktywizmu.

#### Montaż
Filmy szkoły montażu cechuje znacznie większa średnia liczba ujęć, niż jakiekolwiek inne filmy tego okresu. Montaż nie był podporządkowany stricte opowiadaniu historii, to znaczy nie dążył do zachowania ciągłości montażowej charakterystycznej dla stylu zerowego. Popularnym zabiegiem było rozbijanie prostych, statycznych akcji na wiele krótkich ujęć w tzw. overlapping editing, gdzie każde następne ujęcie pokazuje to samo zdarzenie z nieco innej perspektywy. Odwrotnym chwytem był montaż eliptyczny, pomijający część wydarzeń (często za pomocą tzw. jump cuts) i pozostawiający je w domyśle widza.
Inną techniką jest nietypowe wykorzystanie naprzemiennego montowania ujęć (montaż równoległy). Pomiędzy fragmentami faktycznej akcji filmu pojawiały się wstawki spoza świata przedstawionego. Montowane w ten sposób sekwencje nie przedstawiały widzowi dwóch jednoczesnych akcji, a stanowiły raczej rodzaj metafory, porównania lub też stawiały tezy o charakterze retorycznym. Eisenstein nazywał to montażem intelektualnym. Twórcy szkoły montażu stosowali również silne wizualne kontrasty. Dwa następujące po sobie ujęcia mogły znacznie różnić się w kompozycji – kierunkiem ruchu ekranowego, intensywnością oświetlenia, rozmieszczeniem obiektów. W skrajnych przypadkach umieszczano obok siebie dwa identyczne ujęcia, z czego drugie było lustrzanym odbiciem pierwszego.

#### Praca kamery
Praca kamery podporządkowana była kontrastom kreowanym w montażu. Unikano konwencjonalnego kadrowania z umiejscowieniem kamery na wysokości klatki piersiowej. Zamiast tego stosowano nietypowe punkty widzenia, np. ujęcia z poziomu stóp na stojącą na tle nieba postać, co sprawiało, że wydawała się monumentalna. Przekrzywianie kadrów sprawiało, że zdawały się bardziej dynamiczne. Powszechne było też umieszczanie linii widnokręgu bardzo nisko w kadrze, wypełniając praktycznie całą jego powierzchnię niebem. Popularne było wykorzystanie efektów specjalnych, takich jak podwójna ekspozycja i podzielony kadr (szczególnie u Wiertowa).

#### Inscenizacja

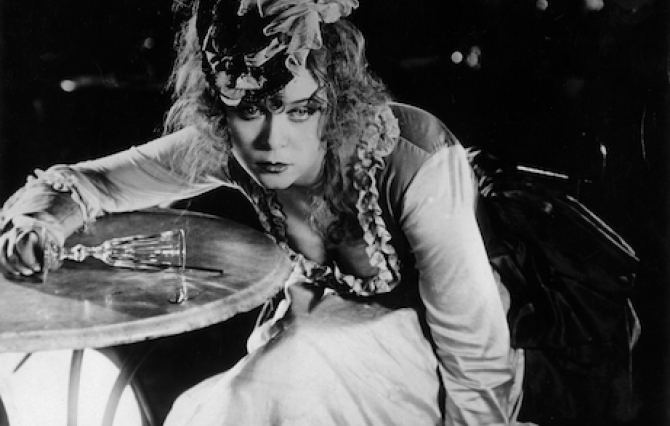
Stereotypowa postać arystokratki w filmie Nowy Babilon (1929)

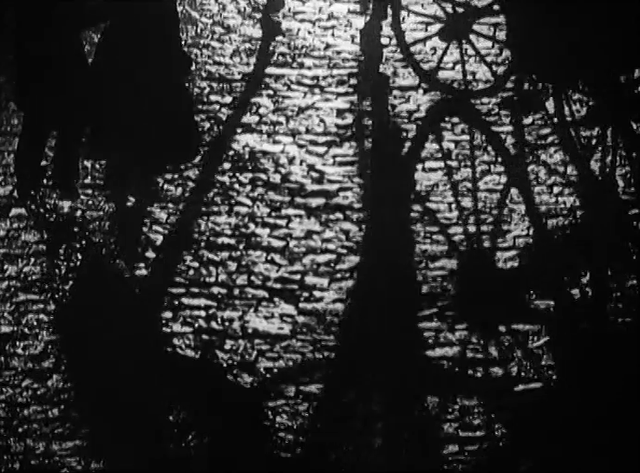
Kontrastowe światłocienie w filmie Nowy Babilon (1929)

Mise-en-scène filmów szkoły montażu było raczej realistyczne (wyłączając Zwenigorę Dowżenki), szczególnie pod względem scenografii i kostiumów. Motywowane było to historyczną lub społeczną tematyką. Mimo to dominowały silne kontrasty wewnątrz pojedynczych kadrów, m.in. duże różnice natężenia oświetlenia, ruch ekranowy w różnych kierunkach, konfliktujące kształty. Powszechne było użycie oświetlenia w technice low-key, przez co filmowani w zbliżeniach aktorzy prezentowani są niekiedy na kompletnie czarnym tle.
Koncepcje gry aktorskiej były różne. Eisenstein korzystał z zasady typażu, według której aktor nie musiał być profesjonalistą, a jego zewnętrzny wygląd miał oddawać stereotypową wizję człowieka przynależnego danej klasie społecznej. Z regułą typażu nie zgadzał się Wsiewołod Pudowkin, zwolennik metody Stanisławskiego. Do mniej realistycznych technik należały biomechanika wywodząca się z teatru Meyerholda, kładąca nacisk na kontrolę motoryki i rozplanowane ruchy ciała, oraz tzw. aktorstwo ekscentryczne grupy FEKS, epatujące groteską.

#### Dźwięk
Nieliczne z filmów radzieckiej awangardy zostały udźwiękowione. Po pojawieniu się pierwszych systemów nagrywania dźwięku w ZSRR (Tagefon i Szorinfon) dokonano reedycji niektórych niemych filmów, dodając ścieżki z muzyką. Pudowkin próbował wykorzystać system Tagefon przy filmie Zwykły przypadek, jednak ostatecznie z przyczyn technicznych ukończył go jako film niemy. Dziga Wiertow za to z powodzeniem wykorzystał system Szorinfon przy realizacji Entuzjazmu. Zdaniem Eisensteina dźwięk miał stać w kontrapunkcie do obrazu; nie ilustrować go, a uzupełniać go o dodatkową jakość, tak jak gestykulacja uzupełnia mowę ludzką.

### Tematyka i narracja
Twórcy radzieckiej awangardy preferowali tematy powstań i rewolucji, więc większość ich filmów stanowiły pełne patosu dramaty historyczne sięgające do wydarzeń bliższych ruchowi jak czasy carskie (Strajk, Arsenał), rewolucja 1905 roku (Pancernik Potiomkin, Matka), rewolucja październikowa (Październik, Koniec Sankt Petersburga, Moskwa w październiku), czy też odleglejszych, jak upadek Komuny Paryskiej w 1871 roku (Nowy Babilon). Prócz filmów historycznych pojawiały się też filmy poruszające tematykę współczesną, głównie komedie stanowiące satyry na problemy społeczne (Dom przy Trubnej, Moja babka).
Cechą świata przedstawionego w filmach awangardy radzieckiej jest realizm, a więc brak odniesień do zjawisk nadprzyrodzonych (wyjątkiem jest Zwenigora Dowżenki, gdzie pojawiają się elementy ukraińskiego folkloru). Widoczne jest także zmniejszenie indywidualności postaci i brak wnikania w ich psychikę – portretowane są ścierające się masy, zgodnie z doktrynami materializmu dialektycznego, co szczególnie widać w filmach Eisensteina. Pojedyncze postacie ukazywano typowo, jako reprezentantów danej klasy lub grupy zawodowej (robotnik, żołnierz, fabrykant itp.).

## Teoria filmu

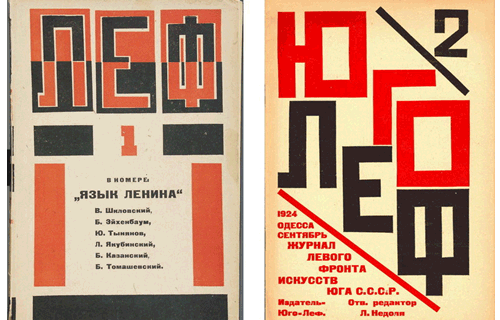
Okładki czasopisma LEF

Twórcy radzieckiej awangardy zajmowali się również teoretyzowaniem na temat filmu. Poprzez pisma teoretyczne i manifesty starali się wzbogacić praktykę – analizowali własne i zagraniczne filmy, przeprowadzali doświadczenia, dokonywali podziału rodzajów montażu według rozmaitych typologii, a także porównywali kino do innych sztuk wyciągając różne wnioski na temat natury tego medium. Większość krytyków i teoretyków atakujących mierność realizacyjną dotychczasowych filmów rosyjskich i radzieckich zaczynała swoją działalność w Lewym Froncie Sztuki, propagując – pod wpływem Majakowskiego – pewne ideały wywodzące się z futuryzmu, w szczególności postulat odrzucenia tradycji i stworzenia nowej, rewolucyjnej sztuki. Podczas rewolucji październikowej futuryzm stał się właściwie oficjalną estetyką bolszewików. Tekstom teoretycznym towarzyszyły często dyskusje na łamach czasopisma LEF. W dyskusję angażowali się również formaliści rosyjscy, jak Jurij Tynianow i Wiktor Szkłowski; obaj zresztą pracowali przez pewien czas przy montażu filmów i przy pisaniu scenariuszy. Badacz kina David Bordwell zwraca uwagę, że „montażowy” sposób ujmowania budowy dzieła jest zbieżny z wieloma zjawiskami w innych dziedzinach rosyjskiej sztuki i przejawiał się w teatrze, muzyce, literaturze, malarstwie i rzeźbie. Jak ujął panującą wówczas w środowisku artystycznym atmosferę Kozincew: „wszyscy wyszliśmy z tej samej szkoły”.

### Pionierskie pisma Lwa Kuleszowa
Pierwszym rosyjskim teoretykiem filmu był Lew Kuleszow. Jako jedyny z teoretyków-praktyków zaliczanych do szkoły montażu i jej spiritus movens związał się od początku swojej kariery z filmem. Pisał artykuły o kinematografii już w 1916 roku, w wieku osiemnastu lat. Wówczas ogłosił swoją koncepcję, według której montaż jest najważniejszym środkiem oddziaływania na widza. Wystąpił przeciwko „psychologizowaniu” i teatralizacji, zjawiskom powszechnym w przedrewolucyjnym kinie rosyjskim. Jego zdaniem reżyser pragnąc stworzyć film powinien skomponować i uporządkować niepowiązane ze sobą fragmenty w najkorzystniejszej, harmonijnej i rytmicznej kolejności (za co w owym czasie był pejoratywnie określany jako „nieodpowiedzialny futurysta”).
Twierdzenie to skorygował po wydaniu swojej książki Sztuka filmowa w 1928 roku, stwierdzając, że jakość samych montowanych zdjęć też jest istotna. Jego zdaniem kadr filmowy nie był jednak fotografią, więc musiał działać na widza błyskawicznie jak znak. Stąd wyciągnął wniosek, że kompozycję kadrów należy zachować możliwie nieskomplikowaną, eliminując zbędne przedmioty i upraszczając tło – kadr nie powinien zawierać obojętnych elementów, a jedynie znaczące; ruch aktorów powinien być szczegółowo rozplanowany. Porównywał kadr do ideogramu pisma chińskiego, reprezentującego określone pojęcie.
W swojej pracowni we WGIK przeprowadził szereg eksperymentów montażowych, m.in. wykreowanie nieistniejącej w rzeczywistości przestrzeni za pomocą zestawienia ujęć zdjętych w różnych częściach Moskwy połączonych z ujęciem Białego domu, czy też stworzenie „syntetycznego człowieka” z kilku kadrów części ciała różnych kobiet. Najbardziej znany z nich oparty był na montażu archiwalnego ujęcia aktora Iwana Mozżuchina, na którym jego twarz nie wyraża żadnych emocji, z ujęciami: jego samego wychodzącego z więzienia, kobiety obnażonej do połowy, trumienki dziecięcej. W każdym wypadku ekspresja twarzy była interpretowana jako związana z tym, co się wydarzyło na ujęciu poprzedzającym, a więc montaż nadał jej znaczenie.

### Dziga Wiertow i teoria Kino-Oka
Kinooko montażowe „Widzę”!

Dziga Wiertow był drugim z pionierów nowych zasad montażu w filmie, gdyż swoje doświadczenia prowadził w podobnym czasie co Kuleszow. Poglądy Wiertowa wypadają dość radykalnie na tle innych radzieckich teoretyków montażu. Razem ze swoją grupą „kinoków”, nazywaną Radą Trzech, pisał poetyckie manifesty i tworzył filmy dokumentalne.

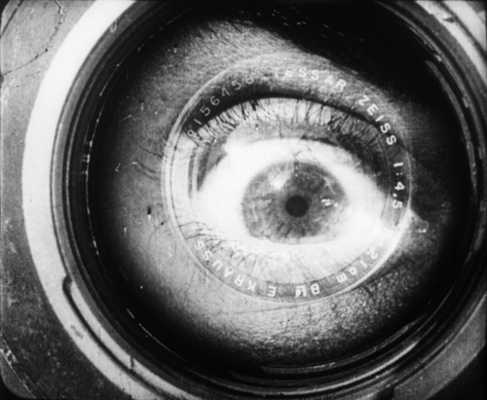
„Mechaniczne oko” w filmie Człowiek z kamerą (1929)

Wiertow szukał najbardziej efektywnych sposobów retorycznego oddziaływania na widza, aby przekazać mu ideologiczną wizję świata w ujęciu marksizmu-leninizmu. Odrzucał całkowicie kino fabularne. Ogłosił wszechmoc „filmowego oka”, które mogło pokazać rzeczy niedostępne oku ludzkiemu. Uznawał też wprowadzanie elementów literatury czy teatru do filmu za niedopuszczalne i pragnął oczyścić go z tych naleciałości. Jego zdaniem montaż oznaczał „pisanie” obrazami, ale nie należało układać tych obrazów w klasycznie rozumiane sceny („odchylenie teatralne”) ani stosować napisów („odchylenie literackie”). W zamian, proponował zupełnie nowe podejście do kina. Twierdził, jak wielu ówczesnych artystów, że realizatorzy powinni skupić się w swoich filmach tylko i wyłącznie na analizowaniu codzienności.
Wiertow, mimo że uznawał montaż za podstawowy środek wyrazu, twierdził, że jakość samego materiału jest bardzo istotna. Postulował, aby twórcy filmowi kręcili ukrytą kamerą i łapali „życie na gorąco”, tak, aby nic nie wyglądało na zapozowane.
Montaż dla Wiertowa nie był tylko operacją techniczną – oznaczał całość pracy nad filmem. Montażem nazywał dobór tematu, wstępną selekcję materiału, proces zdjęciowy i w końcu łączenie fragmentów taśmy w całą wypowiedź. Właściwe montowanie powinno przebiegać według interwałów, podobnie jak w muzyce. Interwał oznaczał przejście od jednego ruchu do drugiego. Rytm ujęć miały wyznaczać m.in. zmiany planów, kątów widzenia, ruchów, natężenia świateł.

### Myśl Wsiewołoda Pudowkina

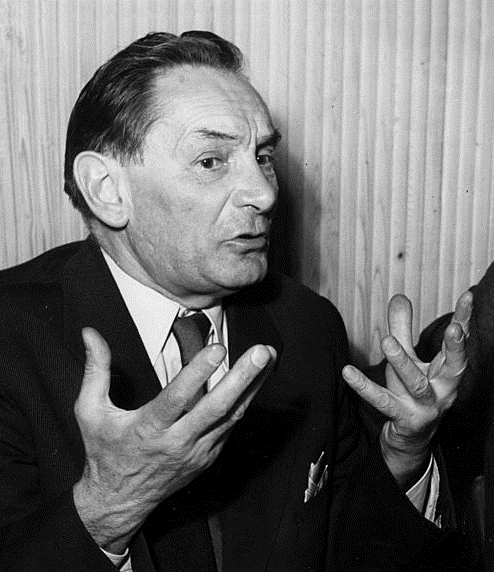
Wsiewołod Pudowkin

Pudowkin był niejako kontynuatorem myśli Kuleszowa. Podzielał jego zdanie, że montaż jest najważniejszym środkiem oddziaływania. Jego książka Reżyseria filmowa i scenopisarstwo została jako pierwsza przełożona na angielski i niemiecki, dzięki czemu radzieckie teorie stały się popularne w Stanach Zjednoczonych i Europie Zachodniej. Pudowkin opracował aktualny do dziś podział montażowy filmu na sekwencje, sceny i ujęcia. Jak pisał, budowanie scen z ujęć i sekwencji ze scen nazywa się montażem (konstruktywnym, ew. narracyjnym lub logicznym). Podkreślał znaczenie montażu dla reżysera jeśli chodzi o konstruowanie narracji. Jego zdaniem emocjonalne zaangażowanie i uwaga widza powinny być kierowane i koncentrowane na momentach istotnych dla przebiegu akcji; każde kolejne ujęcie powinno stanowić bodziec zwiększający zainteresowanie kolejnym ujęciem. Pudowkinowi zależało na zachowaniu w narracji zależności przyczynowo-skutkowych wg schematu „A wynika z B i stanowi zapowiedź C”.
Wyróżniał następujące rodzaje montażu:
- Montaż kontrastowy – przeciwstawienie sobie obrazów przeciwstawnych w treści, np. ujęcie przedstawiające przemysł po ujęciu przedstawiającym dziką przyrodę.
- Montaż równoległy – przeplatanie między sobą ujęć z dwóch lub więcej wątków.
- Jednoczesność, montaż symultaniczny – rodzaj montażu równoległego, w którym akcja dwóch wątków dzieje się równocześnie.
- Montaż intelektualny – reprezentowanie pojęć abstrakcyjnych w montażu, np. ujęcie przedstawiające rzeźbę Napoleona po ujęciu przedstawiającym Aleksandra Kiereńskiego mówi widzowi „Kiereński jest ambitny jak Napoleon” (przykład z Października Eisensteina).
- Lejtmotyw lub refren – kilkukrotne wprowadzenie do filmu niezależnej grupy ujęć, mających podkreślić myśl przewodnią.

Pudowkin nie twierdził, że taka typologia jest wyczerpująca, gdyż według niego metod montażu może być wiele, a one same cały czas się rozwijają. W kwestii tworzywa filmowego sądził, że nie jest nią rzeczywistość, a jedynie kawałki taśmy filmowej. Montaż nie gwarantuje idealnego odzwierciedlenia rzeczywistości, tylko filmową interpretację. Właśnie to, w myśl słów Pudowkina, sprawia, że film jest sztuką.

### Teoria montażu Siergieja Eisensteina

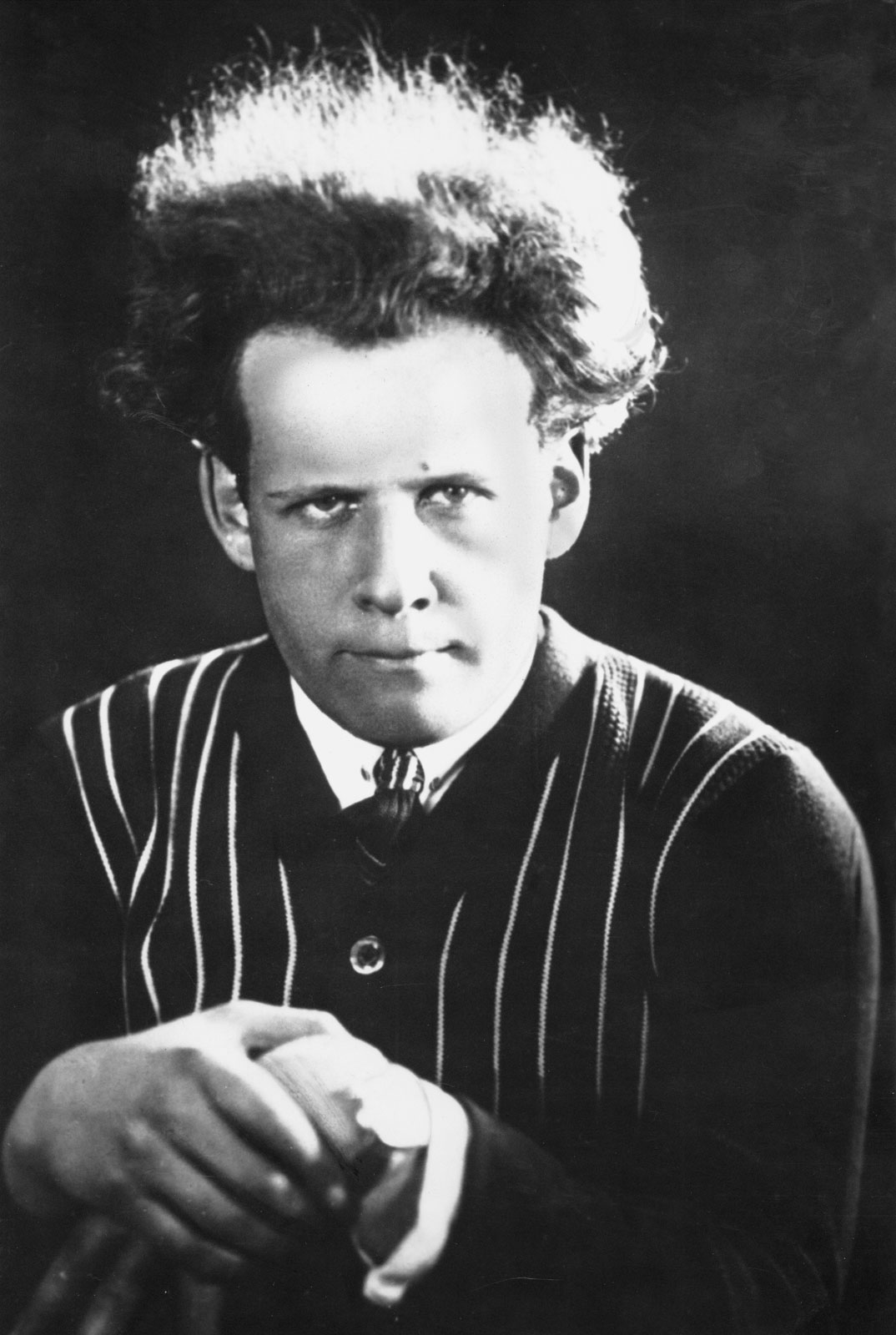
Siergiej Eisenstein

Siergiej Eisenstein był autorem najbardziej rozbudowanej teorii estetycznej tego okresu w ZSRR. Wysunął tezę, że procesem twórczym rządzą pewne prawidłowości, mają swoje odzwierciedlenie w dziele, a następnie odbiorca je rekonstruuje w swoim umyśle. W różnych pismach starał się uogólnić swoje spostrzeżenia poza film, sięgając m.in. do literatury i teatru. Poszukiwał ogólnych tzw. praw strukturalnych rządzących całą sztuką, a także innymi twórczymi działaniami człowieka: techniką, nauką. Twierdził, że tę samą regułę odnajdzie się zarówno w wyplecionym koszyku, jak i w wyrafinowanej fudze. W swojej myśli kładł nacisk na figurę autora, który ucieleśniał to co psychiczne w swoich tworach materialnych.
Polemizował z Pudowkinem – dla Eisensteina film nie musiał zachowywać spójności narracji. Kadr nie był „cegiełką” montażu, a jednym z elementów konfliktu. Konflikt miał się opierać na kontrastach montażowych i wizualnych (a później jeszcze dźwiękowych); oparł się tu na marksistowskiej dialektyce.
Nad swoją koncepcją sztuki filmowej Eisenstein pracował 25 lat. Efektem była rozbudowana teoria, odnosząca się do ogólnych właściwości odbioru dzieła przez człowieka. Wyciągając wnioski ze swojej pracy, wyróżnił następujące rodzaje montażu:
- Montaż atrakcji – metoda opracowana początkowo na potrzeby teatru, wprowadzona w życie w spektaklu Mędrzec w 1923 roku, a następnie w filmie Strajk w roku 1925. Polegała na prezentowaniu dzieła w postaci szeregu tzw. atrakcjonów, które Eisenstein definiował jako agresywne momenty widowiska, nastawione na wywołanie „wstrząsu emocjonalnego” u widza. Ciągłość przyczynowo-skutkowa nie była tu istotna, a liczył się jedynie efekt emocjonalny, i w konsekwencji wyciągnięty „wniosek ideologiczny”. Koncepcję montażu atrakcji Eisenstein później porzucił, traktując jako swój młodzieńczy wybryk[75].
- Montaż metryczny – szereg następujących po sobie ujęć, każde tej samej długości, co poprzednie. Mogły być niezależne w treści[76].
- Montaż rytmiczny – metoda podobna do montażu metrycznego, jednak brana jest pod uwagę nie długość poszczególnych ujęć, a zawartość kadru i rytm ruchu. Eisenstein wykorzystał tego typu technikę przy słynnej scenie pacyfikacji ludności na Schodach Odeskich z Pancernika Potiomkina w roku 1925[76].
- Montaż według tonacji – rodzaj montażu, w którym ujęcia występują zależnie od ich „tonacji emocjonalnej”. Tonacja ta może być efektem np. zmian oświetlenia, albo pojawiających się w kadrze elementów o kącie ostrym. Jego rozbudowaną wersją jest montaż według nadtonu – suma wszystkich wizualnych podniet płynących z kadru, które razem dają poczucie całości[76].
- Montaż intelektualny – ostateczny efekt rozwoju montażu tonalnego, w którym występuje nie nadton emocjonalny, a intelektualny. Z dwóch skonfrontowanych ze sobą ujęć wyciągany jest „trzeci sens” – widzowi przekazywane jest pojęcie abstrakcyjne, niemożliwe do ukazania w pojedynczym kadrze filmowym. Jako przykład Eisenstein podał tzw. „sekwencję bogów” w Październiku, w której wg gamy intelektualnej sprowadził „obraz Boga do obrazu bałwana”, atakując religię. Koncepcja ta miała swoje źródło w artykułach reżysera na temat pisma japońskiego. Powiązał z montażem filmowym fakt, że mimo iż każdy znak japoński reprezentuje jedno pojęcie, połączone tworzą ideę wyższego rzędu; połączenie znaków nie jest zatem prostą sumą ich znaczeń, ale czymś zupełnie nowym[75].

### Fabryka Ekscentrycznego Aktora
Grigorij Kozincew i Leonid Trauberg działali w Petersburgu – tam też opublikowali swój manifest o ekscentryzmie w sztuce, a następnie założyli tzw. Fabrykę Ekscentrycznego Aktora (w skrócie FEKS). Ekscentryzm podważał dotychczasowe wzorce kulturowe w podobny sposób jak futuryzm, odrzucając wszelką tradycyjną sztukę.
Jak wspominał Kozincew, jego rówieśnicy gardzili tzw. „prawdziwą sztuką” (akademizmem), a zachwycali się wszystkim, co wychodziło poza jej obręb: czcionkami drukarskimi, fotografią, akrobatyką, plakatami reklamowymi oraz filmem. Pierwszą praktyczną realizacją idei ekscentryzmu był spektakl Ożenek z 5 grudnia 1921 roku, według dramatu Gogola, w którym miały się połączyć wszystkie najważniejsze elementy nowej estetyki – akrobatyczne, komiczne i mechaniczne, a sama sztuka miała zostać zastąpiona „łańcuchem gagów”. Klasyczna komedia została zatem zmieniona przez zespół FEKS-ów w miszmasz musicalu, numerów cyrkowych, filmu oraz parodii akademickiej sztuki. Jak deklarowali swoją estetykę: „w słowie – piosenka, zeszyty Nat Pinkerton, krzyk licytującego, uliczna burda; w malarstwie – plakat cyrkowy, okładka bulwarowej powieści; w muzyce – jazz-band i cyrkowe marsze; w balecie – amerykański taniec z variété; w teatrze – music-hall, kino, cyrk, café-chantant, boks”.
Żywo zainteresowani byli filmami D.W. Griffitha, Macka Sennetta, Charliego Chaplina, Ericha von Stroheima czy Kinga Vidora i szczegółowo je analizowali – Kozincew wspominał: „dla nas to były wyższe studia”. Przy realizacji filmu Płaszcz według opowiadania Gogola zainteresowali się problemem adaptowania literatury: zdaniem scenarzysty filmu Jurija Tynianowa film może jedynie się starać o dokonanie interpretacji dzieła literackiego za pomocą środków filmowych, przez co jego fabuła raczej powinna być odległa od fabuły pierwowzoru i jedynie „podpowiadać” jego styl. W ich odczuciu inspirację do filmu można czerpać z rzeczywistości i życiowych doświadczeń realizatorów. Innym istotnym źródłem inspiracji była dla FEKS-ów pantomima. Jak wspomina Kozincew, porzucili aktorstwo teatralne, gdyż w filmie niemym wydawało się ono przerysowane, a na zajęciach w swojej „fabryce” zabraniali studentom mówić i szkolili ich na mimów. Prowadzili w swoim studiu zajęcia z precyzyjnego poruszania ciałem, żonglerki, boksu, akrobatyki i tańca. Szczegółowo analizowali występy teatru kabuki, szukając w nim analogii do aktorstwa filmowego.

## Krytyka
Filmom radzieckiej szkoły montażu zarzuca się przede wszystkim służebność wobec ideologii. Mimo że są interesujące pod względem estetycznym, ich nadrzędnym celem było przekonanie jak najszerszych rzesz ludzi do prezentowanych w nich tez. Z tego właśnie względu prezentowanie Pancernika Potiomkina i innych filmów szkoły montażu było zabronione w Wielkiej Brytanii aż do lat 50. Sami twórcy najczęściej nie widzieli sprzeczności między sztuką a propagandą – Wiertow uważał, że sztuka jest z gruntu polityczna i ujawniając swoją agitacyjną motywację działa słusznie.
Z drugiej strony, komuniści zarzucali filmom szkoły montażu tak zwany „formalizm”. Eisenstein był krytykowany (nawet przez awangardowy LEF) za tworzenie „towaru eksportowego dla zachodniej burżuazji” i skupianie się na tworzeniu udziwnień stylistycznych, zamiast na prezentowaniu klarownego przekazu ideologicznego. Celem nowej sztuki miało być przedstawianie rzeczywistości w duchu marksizmu-leninizmu, a sam artysta miał być skromny i skupić się na pracy, nie zaś na szukaniu sławy. Ostra krytyka radzieckiej szkoły montażu doprowadziła w latach 1928–1930 do zahamowania awangardowej działalności większości artystów, w tym filmowców.

## Galeria

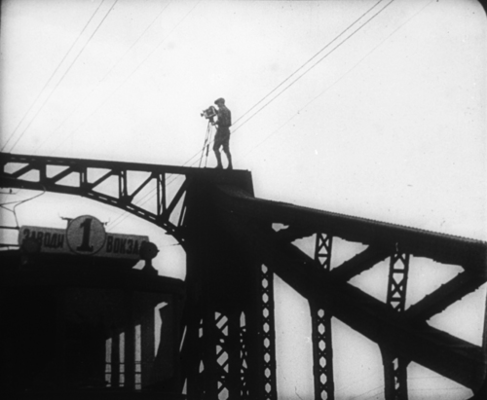
Człowiek z kamerą (1929), reż. Dziga Wiertow
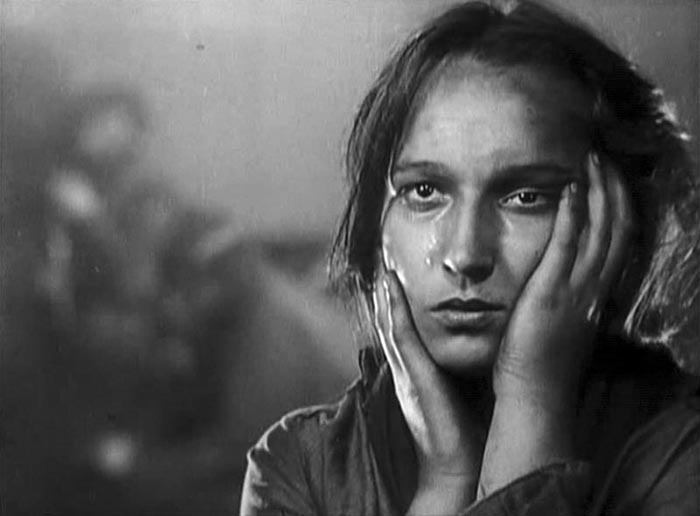
Nowy Babilon (1929), reż. Grigorij Kozincew i Leonid Trauberg
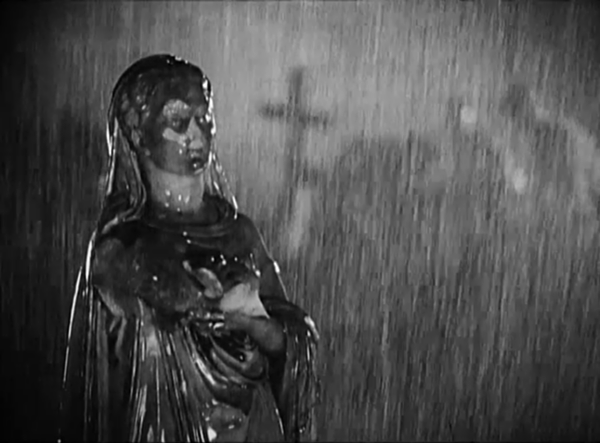
Nowy Babilon (1929), reż. Grigorij Kozincew i Leonid Trauberg
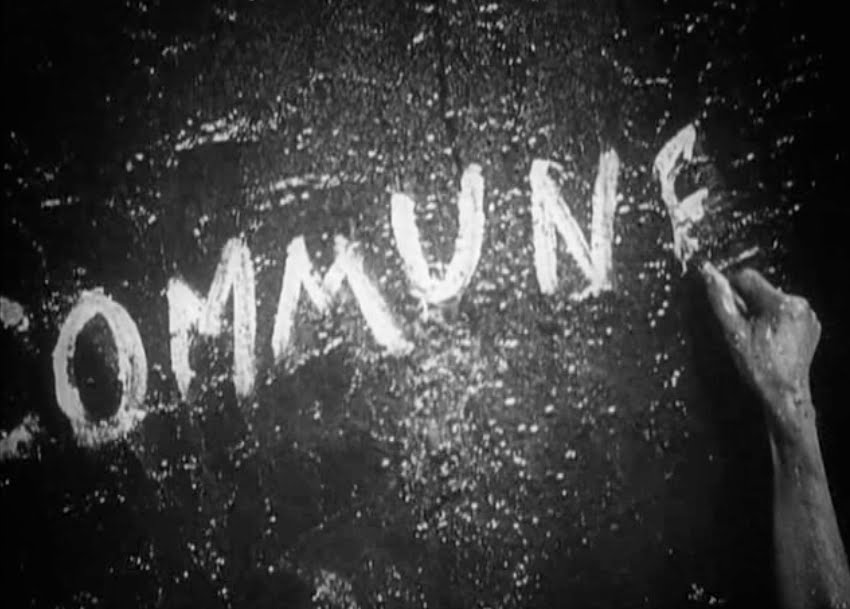
Nowy Babilon (1929), reż. Grigorij Kozincew i Leonid Trauberg
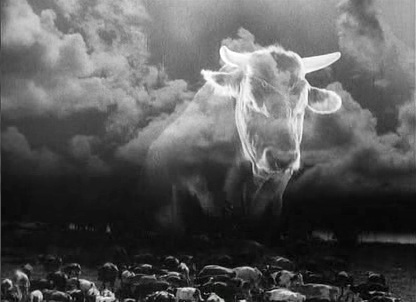
Stare i nowe (1929), reż. Siergiej Eisenstein
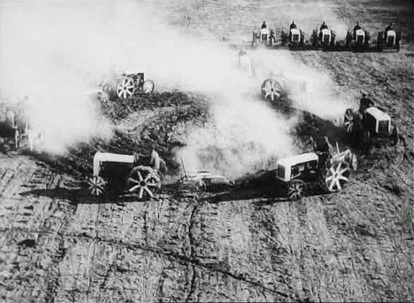
Stare i nowe (1929), reż. Siergiej Eisenstein
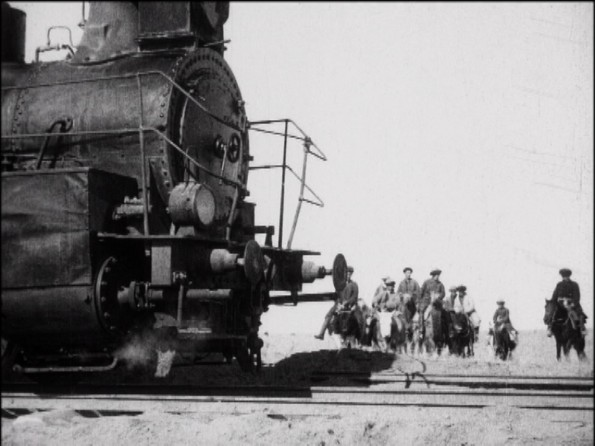
Turksib (1929), reż. Wiktor Turin
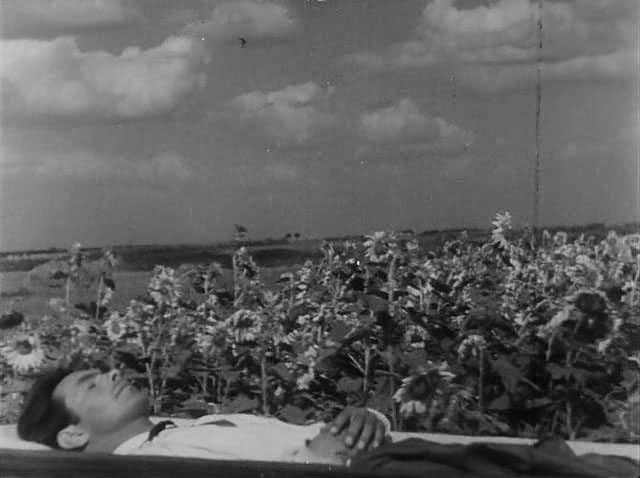
Ziemia (1930), reż. Aleksandr Dowżenko
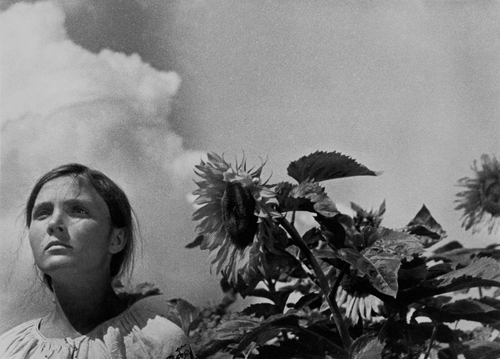
Ziemia (1930), reż. Aleksandr Dowżenko
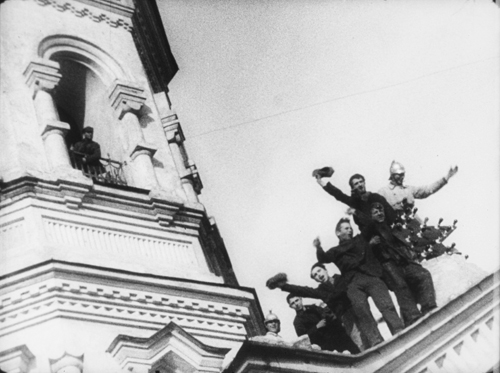
Entuzjazm. Symfonia Donbasu (1931), reż. Dziga Wiertow
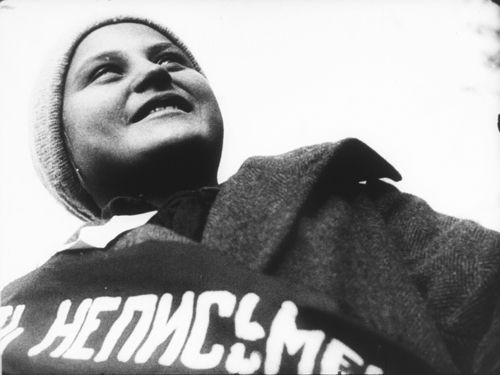
Entuzjazm. Symfonia Donbasu (1931), reż. Dziga Wiertow
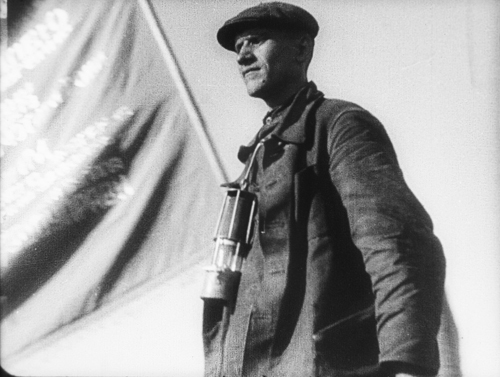
Entuzjazm. Symfonia Donbasu (1931), reż. Dziga Wiertow

## Filmografia
| Film                        | Rok  | Reżyser                            |
| --------------------------- | ---- | ---------------------------------- |
| Strajk                      | 1925 | Siergiej Eisenstein                |
| Pancernik Potiomkin         | 1925 | Siergiej Eisenstein                |
| Płaszcz                     | 1926 | Grigorij Kozincew, Leonid Trauberg |
| Czarcie koło                | 1926 | Grigorij Kozincew, Leonid Trauberg |
| Matka                       | 1926 | Wsiewołod Pudowkin                 |
| Dziewczyna z pudełkiem      | 1927 | Boris Barnet                       |
| Moskwa w październiku       | 1927 | Boris Barnet                       |
| Sojusz wielkiej sprawy      | 1927 | Grigorij Kozincew, Leonid Trauberg |
| Braciszek                   | 1927 | Grigorij Kozincew, Leonid Trauberg |
| Koniec Sankt Petersburga    | 1927 | Wsiewołod Pudowkin                 |
| Upadek dynastii Romanowów   | 1927 | Estera Szub                        |
| Dom przy Trubnej            | 1928 | Boris Barnet                       |
| Zwenigora                   | 1928 | Aleksandr Dowżenko                 |
| Arsenał                     | 1928 | Aleksandr Dowżenko                 |
| Październik                 | 1928 | Siergiej Eisenstein                |
| Koronki                     | 1928 | Siergiej Jutkiewicz                |
| Burza nad Azją              | 1928 | Wsiewołod Pudowkin                 |
| Jedenasty                   | 1928 | Dziga Wiertow                      |
| Stare i nowe                | 1929 | Siergiej Eisenstein                |
| Nowy Babilon                | 1929 | Grigorij Kozincew, Leonid Trauberg |
| Moja babka                  | 1929 | Kote Mikaberidze                   |
| Błękitny ekspres            | 1929 | Ilja Trauberg                      |
| Turksib                     | 1929 | Wiktor Turin                       |
| Człowiek z kamerą           | 1929 | Dziga Wiertow                      |
| Ziemia                      | 1930 | Aleksandr Dowżenko                 |
| Złote góry                  | 1931 | Siergiej Jutkiewicz                |
| Samotna                     | 1931 | Grigorij Kozincew, Leonid Trauberg |
| Entuzjazm. Symfonia Donbasu | 1931 | Dziga Wiertow                      |
| Niech żyje Meksyk!          | 1932 | Siergiej Eisenstein                |
| Zwykły przypadek            | 1932 | Wsiewołod Pudowkin                 |
| Dezerter                    | 1933 | Wsiewołod Pudowkin                 |